# Рудник-Абагайтуйське сільське поселення
Рудни́к-Абагайту́йське сільське поселення (рос. Рудник-Абагайтуйское сельское поселение) — сільське поселення у складі Забайкальського району Забайкальського краю Росії.
Адміністративний центр та єдиний населений пункт — населений пункт Рудник Абагайтуй.
Станом на 2002 рік існувало Абагайтуйсько-Рудничне сільське муніципальне утворення (населений пункт Рудник Абагайтуй).

## Населення
Населення сільського поселення становить 198 осіб (2019; 278 у 2010, 581 у 2002).